# 真栄原
真栄原（まえはら）は沖縄県宜野湾市の地名。郵便番号は901-2215。

## 地理
宜野湾市南部に位置する。我如古・佐真下・大謝名・嘉数・浦添市西原と隣接する。宜野湾市南部の商業の中心になっている。かつては、一部で「新町」と呼ばれる歓楽街が形成されていた。佐真下の一部を含む「真栄原区自治会」は宜野湾市内で最も規模が大きい。

### 真栄原交差点
- 沖縄県道34号宜野湾西原線
- 沖縄県道241号宜野湾南風原線

### 真栄原社交街（通称・新町）
真栄原2丁目の中央部にかつて存在した歓楽街。通称・新町。住民活動と警察の取締により消滅した。
最寄バス停は「第二真栄原」。かつては「新町入口」と称していたが、上記の事情により名称も変更されている。

## 歴史
明治時代初期は数軒の農家が点在する静かな地域だったが、首里と普天間を結ぶ道路、我如古と大謝名を結ぶ道路が整備され嘉数小学校が開校して人口が増加した。

## 交通

### 道路
- 沖縄県道34号宜野湾西原線
- 沖縄県道241号宜野湾南風原線

## 施設

### 真栄原1丁目
真栄原交差点の南側地区。
- 宜野湾市立嘉数小学校
- 保健相談センター
- JAおきなわ真栄原支店
- 沖縄銀行我如古支店

### 真栄原2丁目
真栄原交差点の西側地区。真栄原社交街、通称新町があった。
- 沖縄海邦銀行真栄原支店

### 真栄原3丁目
真栄原交差点の北側地区。
- 真栄原公民館
- 沖縄カトリック中学校・高等学校
- 沖縄カトリック小学校
- 佐真下公園
- おおぶき公園
- 真栄原郵便局